# (118) Peitho
(118) Peitho ist ein Asteroid des inneren Hauptgürtels, der am 15. März 1872 vom deutschen Astronomen Karl Theodor Robert Luther an der Sternwarte Düsseldorf entdeckt wurde.
Der Asteroid wurde benannt nach Peitho, einer Tochter von Hermes und Aphrodite, Göttin der erotischen Überredung bei den Griechen und Römern. Peitho (auch Pitho, Suada, Suadela) war eine Dienerin von Eros. Die Benennung erfolgte durch Ernst (Emil Hugo) Becker (1843–1912), Beobachter an der Sternwarte Leiden, und George Rümker, Direktor der Hamburger Sternwarte.

## Wissenschaftliche Auswertung
Aus Ergebnissen der IRAS Minor Planet Survey (IMPS) wurden 1992 Angaben zu Durchmesser und Albedo für zahlreiche Asteroiden abgeleitet, darunter auch (118) Peitho, für die damals Werte von 41,7 km bzw. 0,22 erhalten wurden. Eine Auswertung von Beobachtungen durch das Projekt NEOWISE im nahen Infrarot führte 2011 zu vorläufigen Werten für den Durchmesser und die Albedo im sichtbaren Bereich von 53,0 km bzw. 0,14. Nachdem die Werte nach neuen Messungen mit NEOWISE 2012 auf 40,7 km bzw. 0,24 korrigiert worden waren, wurden sie 2014 auf 40,2 km bzw. 0,25 geändert. Nach der Reaktivierung von NEOWISE im Jahr 2013 und Registrierung neuer Daten wurden die Werte 2016 angegeben mit 41,5 km bzw. 0,28, diese Angaben beinhalten aber hohe Unsicherheiten.
Photometrische Beobachtungen von (118) Peitho fanden erstmals statt am 3. und 4. Dezember 1977 am Observatoire de Haute-Provence in Frankreich. Aus der in beiden Nächten aufgezeichneten Lichtkurve konnte für den Asteroiden eine Rotationsperiode von 7,78 h abgeleitet werden. Eine Messung am 9. und 11. Oktober 1988 an der Außenstelle „El Leoncito“ des Felix-Aguilar-Observatoriums in Argentinien stand im Einklang mit dieser Bestimmung. Neue Beobachtungen erfolgten vom 7. bis 14. Mai 2009 am Palmer Divide Observatory des Space Science Institute in Colorado, wo eine Rotationsperiode von 7,823 h bestimmt wurde, sowie vom 12. bis 24. Mai 2017 am Organ Mesa Observatory in New Mexico. Hier wurde eine Rotationsperiode von 7,805 h erhalten.
Aus archivierten Daten des Asteroid Terrestrial-impact Last Alert System (ATLAS) aus dem Zeitraum 2015 bis 2018 wurden dann in einer Untersuchung von 2020 mit der Methode der konvexen Inversion in Kombination mit einem ellipsoidischen Gestaltmodell zwei alternative Positionen für die Rotationsachse mit einer prograden Rotation sowie eine Rotationsperiode von 7,80648 h bestimmt.
In der Folge gab es noch weitere photometrische Messungen am Organ Mesa Observatory, und zwar am 11. und 12. Januar 2020, gefolgt von einer dritten Beobachtung am 9. Februar. Die kombinierten Lichtkurven konnten mit großer Sicherheit zu einer Rotationsperiode von 7,8060 h ausgewertet werden, andere Werte wurden dagegen ausgeschlossen. Auch eine koordinierte Beobachtung vom 22. Januar bis 7. März 2020 an fünf verschiedenen Observatorien der Italian Amateur Astronomers Union (UAI) führte zu einem Wert von 7,8066 h.
Unter Verwendung von Lichtkurven des Asteroiden aus den Jahren 1977 bis 2020 sowie weiteren Beobachtungsdaten des United States Naval Observatory in Arizona wurde dann in einer Untersuchung von 2020 mit der Methode der konvexen Inversion ein Gestaltmodell erstellt sowie zwei alternative Lösungen für die Position der Rotationsachse mit einer prograden Rotation berechnet. Die Rotationsperiode dafür wurde mit 7,80640 h angegeben.
Zwischen 2012 und 2018 wurden mit der All-Sky Automated Survey for Supernovae (ASAS-SN) auch photometrische Daten von 20.000 Asteroiden aufgezeichnet. Auf mehr als 5000 davon konnte erfolgreich die Methode der konvexen Inversion angewendet werden, darunter auch (118) Peitho, für die in einer Untersuchung von 2021 ein verbessertes dreidimensionales Gestaltmodell für zwei alternative Rotationsachsen mit prograder Rotation und einer Periode von 7,8064 h berechnet wurde. Aus den Daten von ATLAS konnte in einer Untersuchung von 2022 mit der Methode der konvexen Inversion eine Rotationsperiode von 7,8066 h berechnet werden.